# اسلام حسن
اسلام حسن (عربی: إسلام حسن؛ زادهٔ ۲ ژوئیهٔ ۱۹۸۸) بازیکن هندبال اهل مصر است.